# 哈龙大桥
哈龙大桥位于中国吉林省吉林市，是跨越松花江的一座桥梁，连接昌邑区和龙潭区。2001年通车。大桥北端与滨江北路、湘潭街连接；南端与松江北路、和平路连接。
大桥全长539米，宽23米，双向4车道。
哈龙大桥西侧约2米处有一与之平行的架设有热力管线的桥，桥端书有“反修大桥”四字；而若将该热力管线桥中心线向北延伸，可连接至湘潭街徐州路路口；而1980年代的地图、规划图中哈龙桥桥位亦有桥梁，故可以认为该桥梁即为原来的哈龙大桥，而“反修大桥”之名则可认为源于文化大革命。